# François de Guise
François de Guise (Bar-le-Duc, 1519. február 24. – Orléans, 1563. február 18.) Guise hercege (duc), Joinville bárója, később hercege (prince), Mayenne márkija, Franciaország pairje, főkamarása és fővadászmestere volt. Korának egyik legjelesebb hadvezéreként ismert, nevéhez fűződik többek között Calais visszavétele az angoloktól. A francia vallásháborúkban a katolikus párt feje volt, ezért egy protestáns nemesúr végzett vele.
Claude, Guise első hercege és Antoinette de Bourbon-Vendôme második gyermekeként és első fiaként született Bar városában. 1545-ben részt vett a hugenották által nemrég angol kézre adott Boulogne kikötőjének visszavételében, ahol megsérült – innen ragadványneve, a Sebhelyes (Balafré). II. Henrik Metz kormányzójává nevezte ki az V. Károly ellen vívott harcokban, és ő sikeresen védte a várost, így a német-római haderő 1552-ben kénytelen volt felhagyni az ostrommal. 1556–1557 során sikertelen expedíciót vezetett Itáliába, hogy visszafoglalja Károlytól Nápolyt a Spanyol Királyság számára. Hazatérve tábornaggyá (lieutenant général) nevezték ki, ebben a minőségben 1558-ban elragadta az 1347 óta angol kézen levő Calais városát.

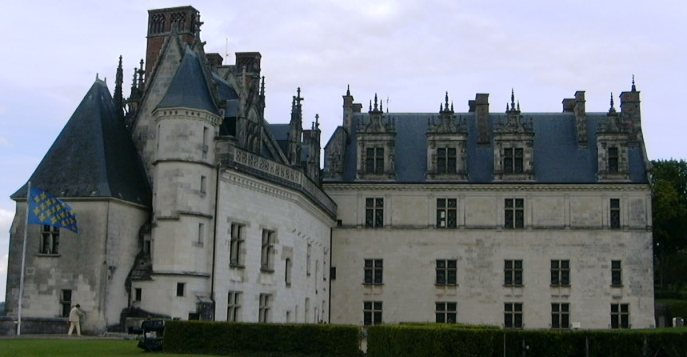
Az amboise-i kastély, ahol Guise felszámolta a király ellen szőtt összeesküvést

Hazatérve Anne de Montmorency-val, a királyság connétable-jával (hadfőparancsnok) vetélkedett a király feletti befolyásért, melyben fivére, Charles, a lotaringiai bíboros is segítségére volt. 1559-ben egy lovagi tornán életét vesztette II. Henrik, és kiskorú fia, II. Ferenc követte. Ferenc felesége, Stuart Mária skót királynő az anyja révén Guise hercegének unokahúga volt, aki így nagy hatalomra tett szert az udvarban. Nagy szerepe volt a király ellen szövődött hugenotta Amboise-összeesküvés felszámolásában és mintegy 1500 áldozatot követelő megtorlásában.
Ferenc azonban még a következő évben elhunyt, a trónon pedig IX. Károly követte, akit azonban az anyakirályné, Medici Katalin tartott befolyása alatt. A királyi kegyekből kiesett Guise hevesen ellenezte a királyné hatására bevezetett toleráns valláspolitikát, és Anne de Montmorency-val és Jacques d'Albon de Saint-André marsallal szövetkezve megalapították az ún. „katolikus triumvirátust”.
1562. március 1-jén a herceg hadai 23 hugenottát meggyilkoltak és mintegy százat megsebesítettek a herceg birtokában levő Wassy városában, ahol tiltott istentiszteletet tartottak. A wassy-i mészárlás vezetett a vallásháború kitöréséhez. A felháborodott hugenották számos városban átvették a hatalmat. Guise októberben visszavette Rouent, december 19-én pedig fényes győzelmet aratott a dreux-i csatában – Saint-André viszont elesett, Montmorency-t pedig a visszavonuló hugenották ejtették foglyul.
Guise nem sokáig élvezhette helyzetét. Orléans ellen vonult, ám 1563. február 13-án a város közelében egy protestáns nemesúr, Jean de Poltrot de Méré pisztolyával meggyilkolta. Halálát követően a kiváltott Montmorency és Medici Katalin békülékenyebb politikát folytatott, amit a március 19-én kiadott amboise-i ediktum fémjelzett. A katolikus párt vezetése azonban François halála után is a Guise-család kezében maradt, jelesül a fiára, I. Henrira.

## Házassága és utódai

Guise hercegeinek címere

François de Guise 1548. április 29-én Saint-Germain-en-Laye városában vette feleségül II. Ercolo d’Este ferrarai, modenai és reggiói herceg és Franciaországi Renáta lányát, a nála tizenkét évvel fiatalabb Anne d’Estét. Halála után három évvel özvegye ismét férjhez ment, ezúttal Jacques de Savoie-Nemours herceghez. François de Guise-től hét gyermeke született:
- I. (Sebhelyes) Henri (1550–1588), Guise és Joinville hercege, Eu grófja, Franciaország udvarnagya.
- Catherine Marie (1552–1596), 1570-ben III. Louis montpensier-i herceg felesége lett.
- Charles (1554–1611), Mayenne hercege.
- Louis (1555–1588), Reims hercegérseke, bíboros.
- Antoine (1557–1560)
- François (1559–1573),
- Maximilien (1562–1567).